# کریستین روئل
کریستین روئل (انگلیسی: Christian Rouellé؛ ۱۷ ژانویه ۱۹۲۲ – ۱۵ ژانویهٔ ۲۰۱۱) بازیکن فوتبال اهل فرانسه بود.
وی همچنین در تیم ملی فوتبال فرانسه بازی کرده‌است.